# Dougie Thomson
Douglas Campbell Dougie Thomson (Strathclyde, Glasgow, Escocia, 24 de marzo de 1951) es un músico británico conocido por su trabajo como bajista en la banda de rock progresivo Supertramp.

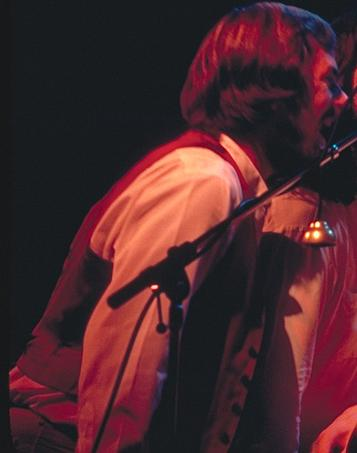
Dougie Thomson en el escenario, durante la gira Breakfast In Europe (en el Olympia Halle de Múnich, en 1980).

## Biografía
La carrera musical de Thomson comienza en agosto de 1969 al unirse a una banda local llamada The Beings.
En septiembre de 1971 se une a The Alan Bown Set, donde conoce al que sería el futuro saxofonista de Supertramp, John Helliwell.
Tras la ruptura del grupo en 1971, ambos músicos trabajan en diversos clubes nocturnos.
En septiembre de 1972, Thomson realizaría una audición para Supertramp, llevando a cabo una serie de conciertos para involucrarse en el proyecto.
En 1973 se unió formalmente al grupo y colaboró en la gestión de la banda junto a Dave Margereson.
Asimismo sería el encargado de persuadir a Helliwell para que se uniera al grupo. Utilizó los bajos Music Man Stingray y Fender Precision Bass durante su paso por la banda. 
Thomson participaría en la etapa más comercial de Supertramp, incluyendo los álbumes:
- Crime of the Century
- Crisis? What Crisis?
- Even in the Quietest Moments
- Breakfast in America
- Paris
- ...Famous Last Words...
- Brother Where You Bound y
- Free as a Bird.

Cuando el grupo se disolvió de manera temporal en 1988, Thomson comenzaría a trabajar como publicista en la industria musical, creando Trinitry Publishing, y participaría en una empresa de gestión en Chicago (Illinois).
Thomson también es navegante y posee varios yates.
Tiene cuatro hijos: Laura, James, Kyle y Emma.
También trabaja con JBM Management, administrando bandas como
New Sense,
Disturbed,
The Fags y
Dark New Day.
- Datos: Q3037986
- Multimedia: Dougie Thomson / Q3037986